# Balbinus
Decius Caelius Calvinus Balbinus (ca. 178 – 29. juli 238), kendt som Balbinus, var romersk kejser sammen med Pupienus i perioden 22. april 238 – 29. juli 238.